# منشی نوال کیشور
منشی نوال کیشور (۳ ژانویه ۱۸۳۶–۱۹ فوریه ۱۸۹۵) ناشر کتاب و اهل هند بود. او را کاکسونِ هند خوانده‌اند. در سال ۱۸۵۸ و در ۲۲ سالگی، چاپخانه و کتاب فروشی نوال کیشور را در لاکنو تأسیس کرد. این مؤسسه امروزه قدیمی‌ترین شرکت چاپ و نشر در آسیا است. میرزا غالب یکی از کسانی بود که همواره او را تحسین می‌کرد.

## زندگی‌نامه

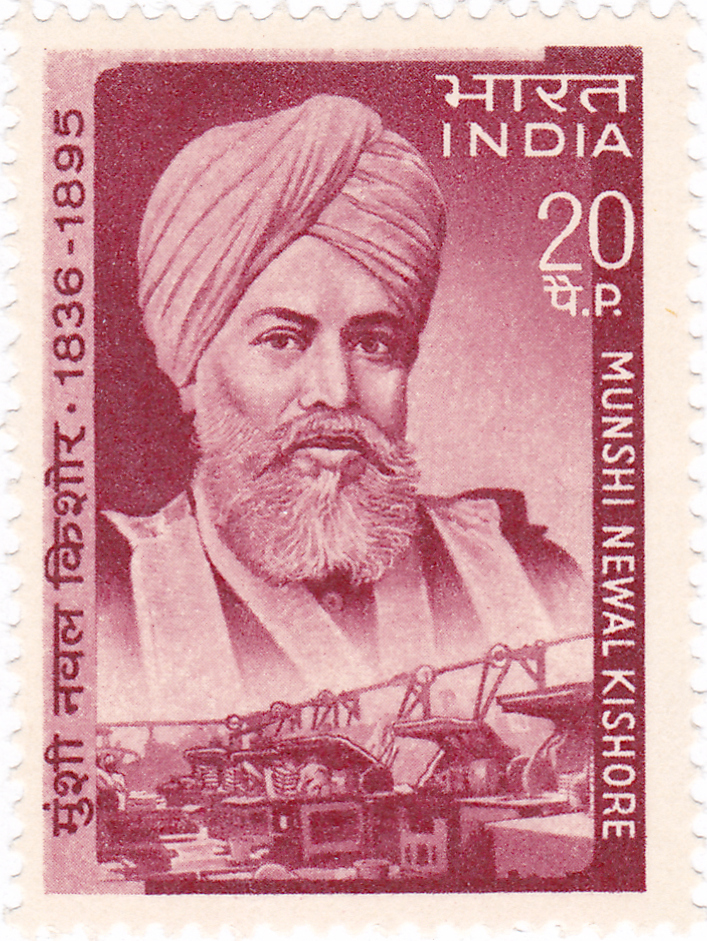
منشی نوال کیشور بر یک تمبر در هند در سال ۱۹۷۰

منشی نوال کیشور در ۳ ژانویه ۱۸۳۶ به دنیا آمد. در شش سالگی در یک مدرسه محلی (مکتاب) برای یادگیری زبان عربی و فارسی پذیرفته شد. در سن ۱۰ سالگی در کالج آگرا رفت، اما به دلایلی نامعلوم هرگز تحصیلات خود را به پایان نرساند. در این مدت، وی علاقه خود را به نویسندگی و روزنامه‌نگاری گسترش داد، و کتاب هفتگی کوتاهی را با نام سفیر آگرا منتشر کرد. وی برای مدتی به عنوان دستیار سردبیر و سپس سردبیر در مجله «کوه نور» خدمت کرد.
در نوامبر ۱۸۵۸، وی چاپخانه‌ای بنام «منشی نوال کیشور پرس» را تأسیس کرد. از سال ۱۸۵۹، او شروع به چاپ روزنامه هفتگی می‌کند.
وی در سال ۱۸۸۵ در دهلی درگذشت. بدن او را، به‌جای آنکه طبق مراسم سنتی بسوزانند، به خاک سپردند. دولت هند در سال ۱۹۷۰ به افتخار وی یک تمبر پستی منتشر کرد.
منشی نوال کیشور بیش از ۵۰۰۰ کتاب به زبان‌های عربی، بنگالی، هندی، انگلیسی، مراتی، پنجابی، پشتو، فارسی، سانسکریت و اردو در سالهای ۱۸۵۸–۱۸۸۵ منتشر کرد. چاپخانه رام کومار و چاپخانه تِج کومار، که پسرانش پایه‌گذاشته‌اند، جانشین انتشارات نوال کیشور هستند.

## برای مطالعهٔ بیشتر
- Stark, Ulrike (2004). "Hindi Publishing in the Heart of an Indo-Persian Cultural Metropolis: Lucknow's Newal Kishore Press (1858–1895)".  In Blackburn, Stuart H.; Dalmia, Vasudha (eds.). India's Literary History: Essays on the Nineteenth Century. Orient Blackswan. ISBN 978-8-17824-056-5.